# Liste von Museen nach Gründerperson
Dies ist eine Liste von Museen nach Gründerperson. Eine Reihe von Museen trägt einen solchen Namen zum Gedenken an ein ideelles oder materielles Vermächtnis, das für die Museumsgründung in besonderer Weise konstitutiv war. Mitunter wurde ein solcher Name im Nachhinein beigelegt.
- Louis Agassiz Museum of Comparative Zoology, Cambridge, USA, Louis Agassiz (1807–1873), Museumsmitarbeiter
- Ashmolean Museum, Oxford, Elias Ashmole (1617–1692), Sammler
- Museum Barbier-Mueller, Genf, Josef Mueller; Jean Paul Barbier Mueller, Sammler
- Museum Boijmans Van Beuningen, Rotterdam, Frans Jacob Otto Boijmans (1767–1847), Sammler
- Museum Biedermann, ab 2015 Museum Art.Plus, Donaueschingen, Margit Biedermann Foundation, Stiftung
- Bernice P. Bishop Museum, Hawaii, Charles Reed Bishop (1822–1915), Mäzen
- Museum Brandhorst, München, Udo und Anette Brandhorst, Sammler
- Bröhan-Museum, Berlin, Karl H. Bröhan (1921–2000), Sammler
- Burke Museum, Seattle, Thomas Burke (1849–1925), Mäzen
- Sammlung Essl, Klosterneuburg, Karlheinz Essl senior (* 1939), Sammler
- Focke-Museum, Bremen, Johann Focke (1848–1922), Sammler
- J. Paul Getty Museum, Los Angeles, Jean Paul Getty (1892–1976), Mäzen
- Grassimuseum, Leipzig, Franz Dominic Grassi (1801–1880), Stifter
- Solomon R. Guggenheim Foundation, USA, Solomon R. Guggenheim, (1861–1949) Mäzen
- Wilhelm-Hack-Museum, Ludwigshafen, Wilhelm Hack (1900–1985), Sammler
- Museum August Kestner, Hannover, August Kestner (1777–1853), Sammler
- Leopold Museum Wien, Rudolf Leopold (1925–2010), Sammler
- Linden-Museum, Stuttgart, Karl von Linden (1838–1910), Museumsmitarbeiter
- Lindenau-Museum, Altenburg (Thüringen), Bernhard August von Lindenau (1779–1854), Sammler
- Museum Ludwig, Köln, Peter und Irene Ludwig, Sammler
- Museum Koenig, Bonn, Alexander Koenig (1858–1940), Museumsmitarbeiter
- Osthaus Museum Hagen, Karl Ernst Osthaus (1874–1921), Mäzen
- Museo Poldi Pezzoli, Mailand, Giacomo Poldi Pezzoli (1822–1879), Sammler
- Pritzker Military Museum & Library, Chicago, Illinois, Jennifer N. Pritzker (* 1950), Mäzenin
- Rautenstrauch-Joest-Museum, Köln, Wilhelm Joest (1852–1897), Sammler,  Adele Rautenstrauch (1850–1903), Mäzenin
- Museum Oskar Reinhart, Winterthur, Oskar Reinhart (1885–1965), Mäzen
- Reiss-Engelhorn-Museen, Mannheim, Carl Reiß (1843–1914); Curt Glover Engelhorn (* 1926), Mäzene
- Roemer- und Pelizaeus-Museum Hildesheim, Hermann Roemer und Wilhelm Pelizaeus, Sammler
- Grafik Museum Stiftung Schreiner, Bad Steben, Wolfgang Schreiner, Sammler
- Kleist-Archiv Sembdner, Heilbronn, Helmut Sembdner (1914–1997), Sammler
- Senckenberg Naturmuseum, Frankfurt am Main, Johann Christian Senckenberg (1707–1772), Stifter
- Smithsonian Institution, USA, James Smithson, (1765–1829), Stifter
- Sprengel Museum Hannover, Bernhard Sprengel (1899–1985), Mäzen
- Städel Museum, Frankfurt am Main, Johann Friedrich Städel (1728–1816), Mäzen
- Tubman Centre of African Culture, Liberia, William S. Tubman (1895–1971), Politiker
- Victoria and Albert Museum, London, Prinz Albert und Queen Victorias, Stifter
- Von der Heydt-Museum, Wuppertal, von der Heydt (Familie), Mäzene
- Martin von Wagner Museum, Würzburg, Johann Martin von Wagners (1777–1858), Sammler
- Wallraf-Richartz-Museum & Fondation Corboud, Köln, Ferdinand Franz Wallraf, (1748–1824), Sammler
- Whitney Museum of American Art, New York, Gertrude Vanderbilt Whitney (1875–1942), Mäzen